# Christophe Laporte
Christophe Laporte (n. 11 decembrie 1992, La Seyne-sur-Mer, Provence-Alpes-Côte d'Azur, Franța) este un ciclist francez, care concurează în prezent pentru Team Jumbo–Visma, echipă licențiată UCI WorldTeam. Laporte a fost membru al echipei Cofidis în perioada 2014-2021.

## Rezultate în Marile Tururi

### Turul Franței
8 participări
- 2015: locul 127
- 2016: locul 157
- 2017: locul 153
- 2018: locul 124
- 2019: nu a terminat competiția
- 2020: locul 107
- 2021: locul 91
- 2022: locul 74, câștigător al etapei a 19-a